# Mödlsbach
Mödlsbach ist ein Ortsteil der Gemeinde Johanniskirchen im niederbayerischen Landkreis Rottal-Inn.

## Lage
Die beiden Teile des Dorfes liegen 3,5 km nordöstlich von Johanniskirchen auf beiden Seiten des Tales des Sulzbaches, eines rechten Zuflusses des Vilskanals. Der nördliche Teil wird von der Staatsstraße 2108 durchquert.

## Geschichte
Das bayerische Urkataster zeigt Mödlsbach in den 1810er Jahren als ein typisches Straßendorf mit 36 Herdstellen und einer Mühle.
Als Teil der Gemeinde Emmersdorf wurde Mödlsbach 1972 im Zuge der Gemeindegebietsreform zusammen mit dieser nach Johanniskirchen eingemeindet.

## Sehenswürdigkeiten
→ Liste der Baudenkmäler in Mödlsbach